# Исследование порнографии
Исследование порнографии — критическое академическое исследование порнографии и связанной с ней индустрии, как правило, в более широкой области исследований сексуальности. В качестве объекта исследования порнографии рассматривается сама порнография — её визуальные артефакты, культурная роль, противоречия и влияние на общественность — а также способы исследования порнографии. Развитию исследований порнографии как научной области был дан толчок одноимённым журналом.

## Предмет исследований
Области и темы, на которых могут сосредоточиться исследователи порнографии как области, включают: гей-порнографию и то, как она воспроизводит идеализированные изображения маскулинности, использование порнографических комиксов японскими женщинами, распространение любительской порнографии, спровоцированное видео Памелы Андерсон и Томми Ли, межрасовость в порноиндустрии и многое другое. 
Область исследований порнографии находится в более широком поле критических исследований. При этом она стремится «раскрыть то, что поставлено на карту при построении конкретных взглядов и практик… опираясь на идеи дисциплин, которые признают сложность культуры и осознают сдвиги и преемственность в том, как секс и средства массовой информации конструируются исторически». Критический подход включает исследование типов теоретических инструментов, предлагаемых различными формами анализа, и того, как задаваемые вопросы влияют на проводимое исследование.

### Исследования
Датское исследование показало, что доступность порнографии снижает количество случаев сексуальных преступлений. 
Исследование 2009 года показало, что часто воспринимаемая связь между порнографией и сексуальным насилием не существует. 
В 2010 году исследование показало, что мужчины, которые смотрят порнографию, чаще бывают недовольны своей сексуальной жизнью, хотя для женщин наблюдается обратное; гетеросексуальные пары, которые вместе смотрят порнографию, чаще сообщают о более высоком уровне сексуального удовлетворения и преданности, чем те, кто смотрит её в одиночку.
Исследование 2016 года показало, что те, кто регулярно смотрит порнографию, чаще разводятся, хотя исследование не определило, является ли просмотр порнографии причиной развода или симптомом других проблем.

## Теоретические основы
Философской основой дисциплины исследований порнографии является социальный конструктивизм. Таким образом, исследователи порнографии не так заинтересованы в эмпирических вопросах о влиянии порнографии на общество, которые традиционно охватывают такие вопросы, как связь между потреблением порнографии и нежелательными поведенческими и социальными последствиями; является ли порнография проблемой общественного здравоохранения; или может ли порнография иметь положительные социальные выгоды – но вместо этого речь идёт о том, как нормы влияют на то, что на самом деле исследуется.
Этот подход к исследованию противостоит позитивистским подходам в социальных науках, которые «затушевывают субъективное, идеологическое и нормативное измерение научных парадигм».

## Критика
Исследователи порнографии могут столкнуться с противодействием со стороны администрации колледжей и университетов, которые обеспокоены последствиями ознакомления студентов с потенциально непристойными материалами в обычном курсе. К таким опасениям относятся возраст согласия студентов, просматривающих материал, и потенциальные юридические последствия. Критики насилия в жёсткой порнографии также выдвинули возражения против этой дисциплины в целом из-за её предполагаемой роли в увековечении разрушительного воздействия порнографии.